# گیورا یارون
گیورا یارون (عبری: Giora Yaron‎؛ زادهٔ ۵ ژانویهٔ ۱۹۴۸) مدیر، کارآفرین، فیزیک‌دان و مدیر اجرایی اهل اسرائیل است، که در سال ۱۹۹۷ شرکت ایتامار مدیکال را تأسیس کرد.